# Protaetia orientalis
Protaetia orientalis är en skalbaggsart som beskrevs av Hippolyte Louis Gory och Achille Rémy Percheron 1833. Protaetia orientalis ingår i släktet Protaetia och familjen Cetoniidae.

## Underarter
Arten delas in i följande underarter:
- P. o. sakaii
- P. o. tokorana

## Bildgalleri

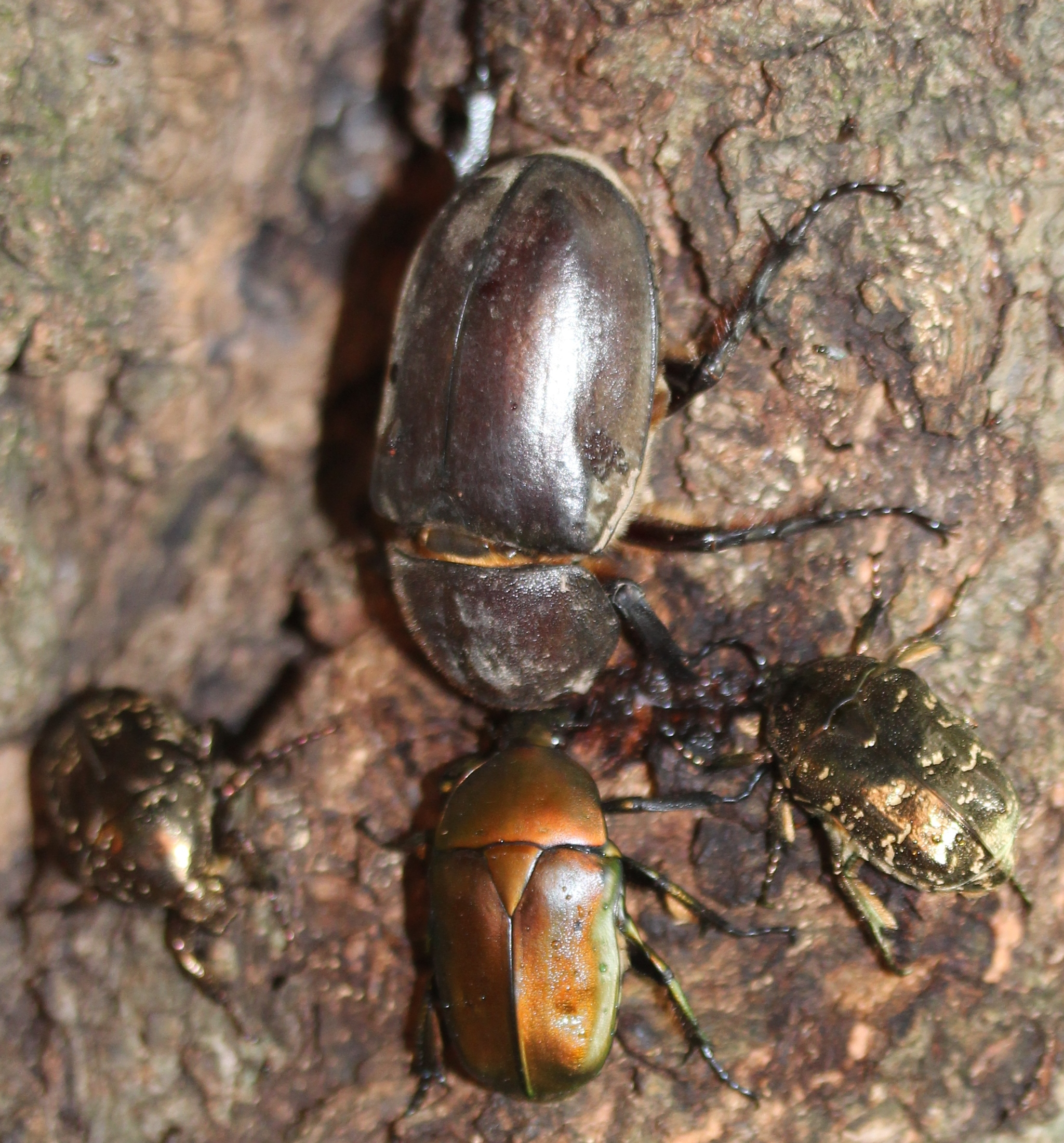
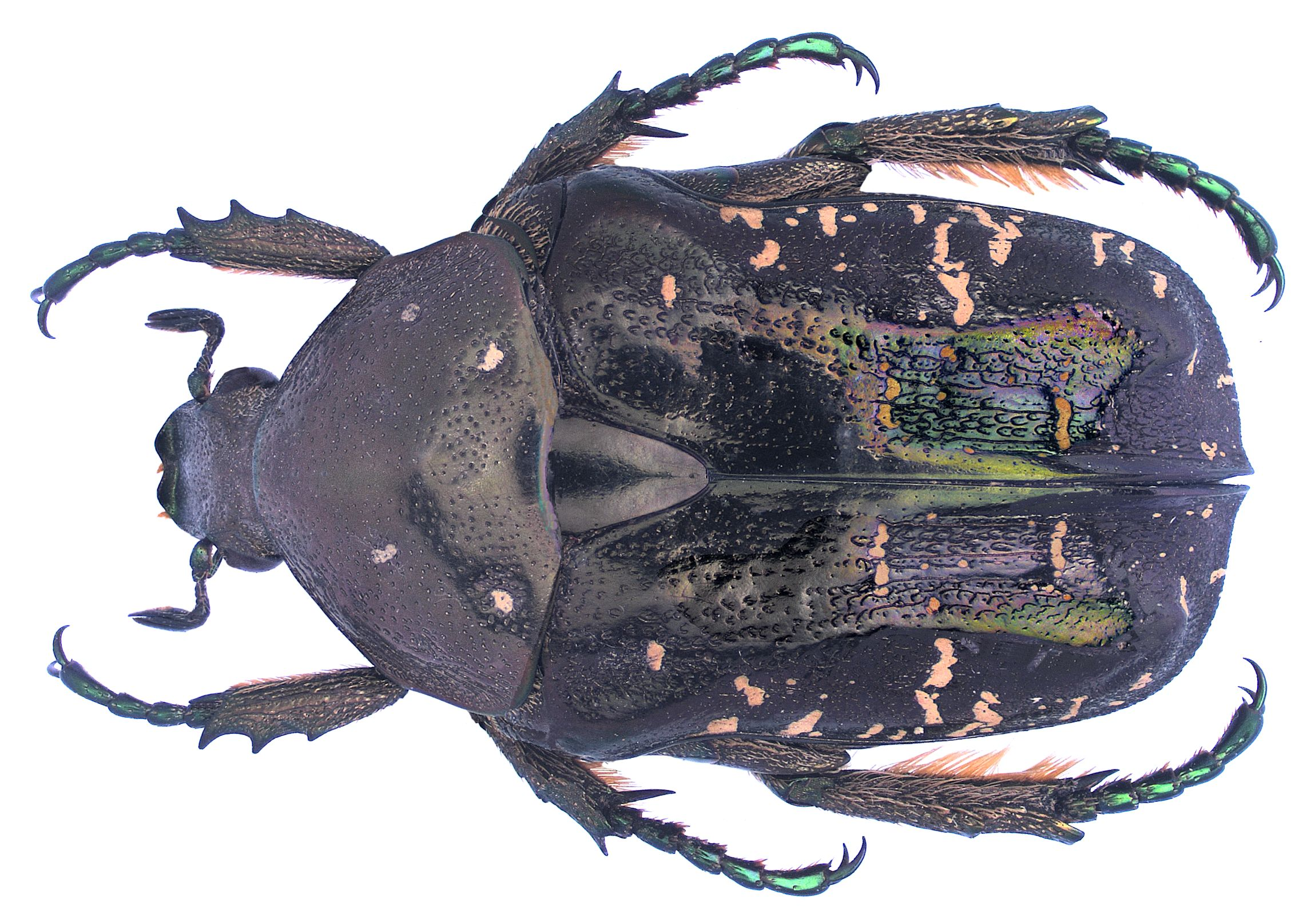
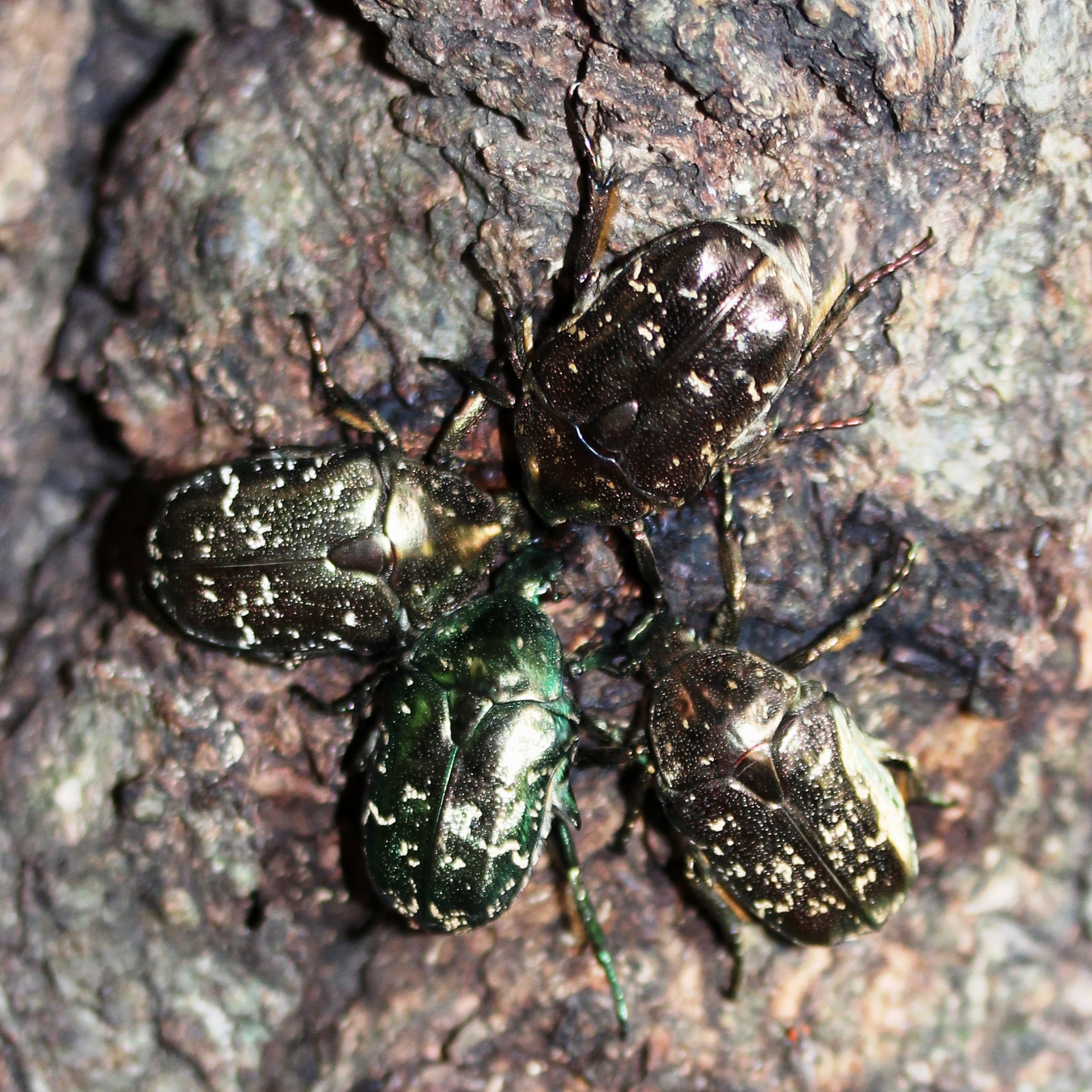
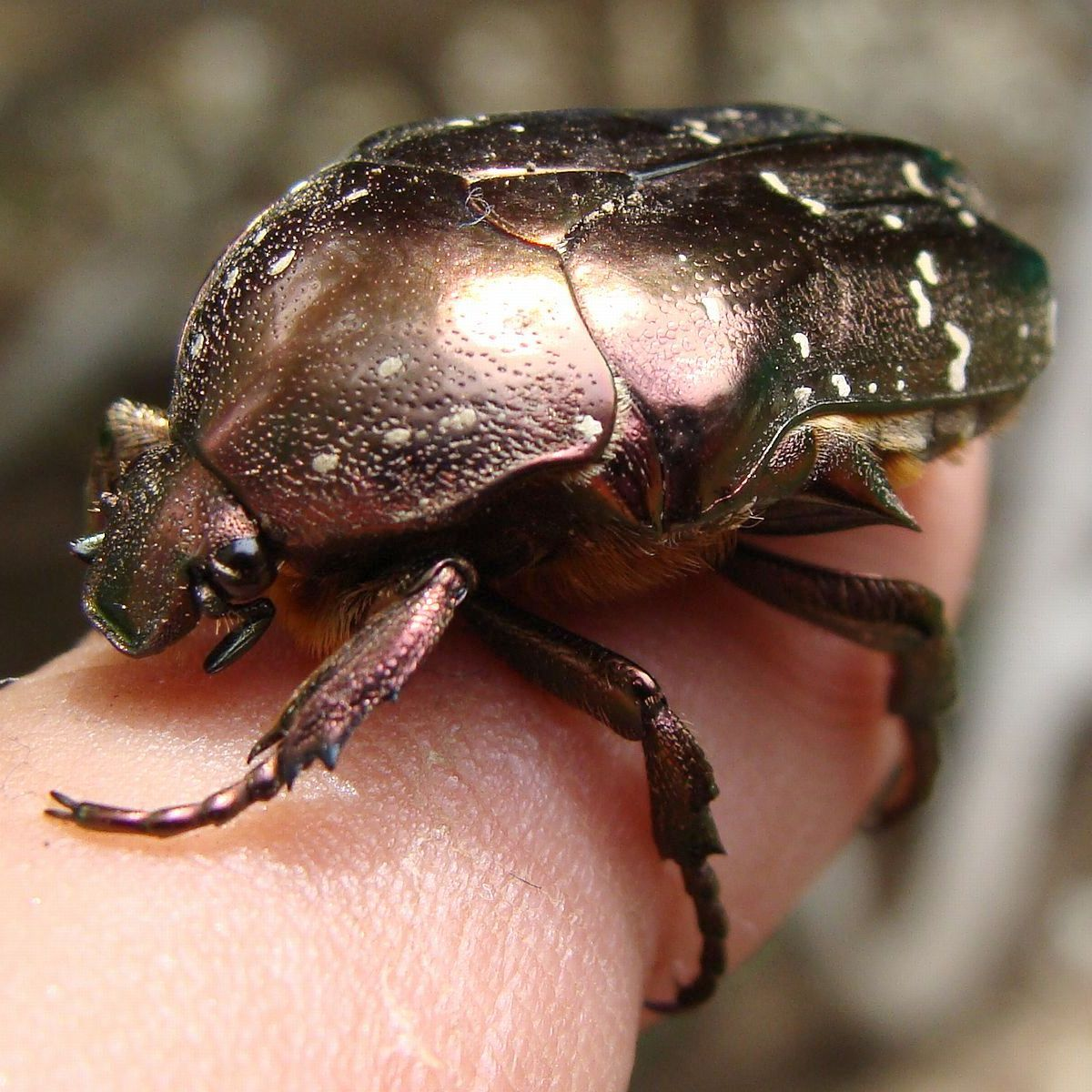
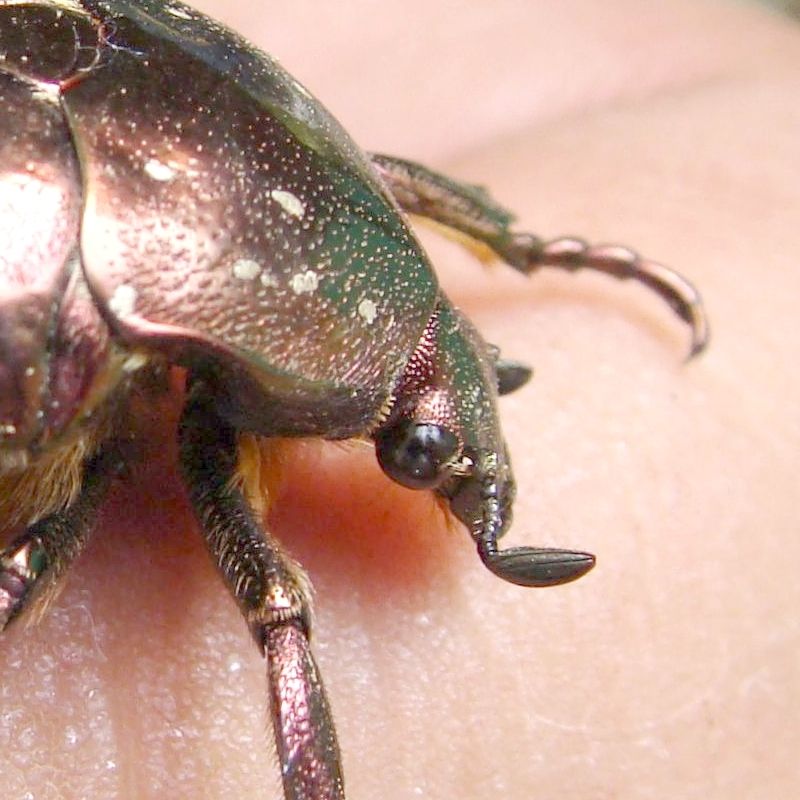
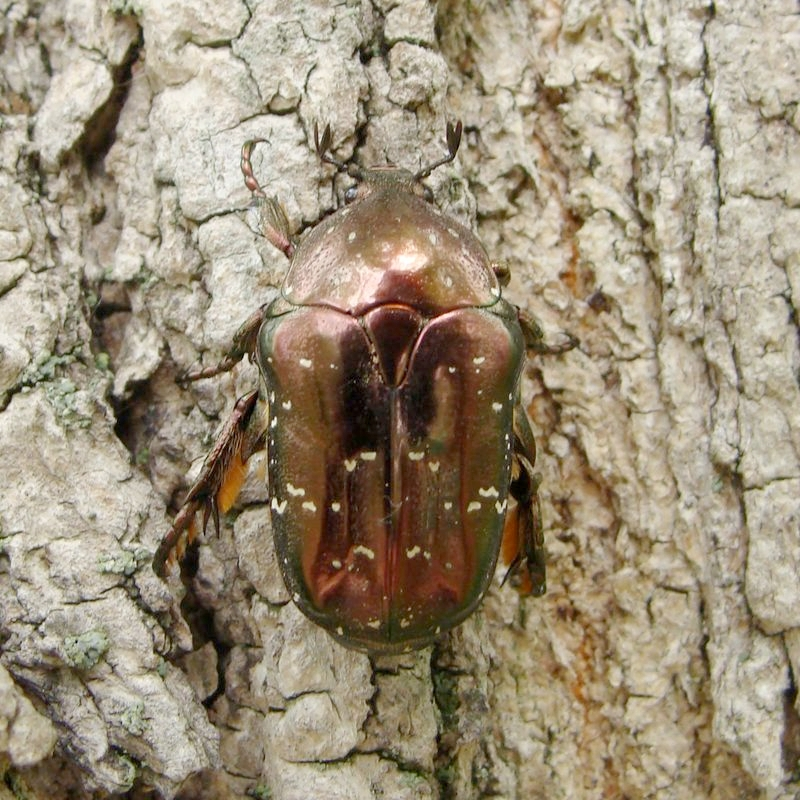